# 153A busz (Budapest)
A budapesti 153A jelzésű autóbusz a Gazdagréti tér és Újbuda-központ között közlekedett. A vonalat a Budapesti Közlekedési Zrt. és a VT-Arriva üzemeltette.

## Története
2014. március 31-én indult a 4-es metró átadása után, a 153-as busz kiegészítéseként a Gazdagréti tér és Kelenföld vasútállomás között. 2014. szeptember 1-jén útvonalát Újbuda-központig meghosszabbították.
2016. június 3-án üzemzárással megszűnt, helyette a 153-as buszokkal lehet utazni.

## Útvonala
| Gazdagréti tér felé | Újbuda-központ felé |
| --- | --- |
| Újbuda-központ M vá. – Október huszonharmadika utca – Bocskai út – Kosztolányi Dezső tér – Bartók Béla út – Tétényi út – Andor utca – Egér út – Péterhegyi út – Kelenföld vasútállomás M – Péterhegyi út – Neszmélyi út – Menyecske utca – aluljáró – Budaörsi út – Gazdagréti út – Gazdagréti tér vá. | Gazdagréti tér vá. – Gazdagréti út – aluljáró – Lapu utca – Neszmélyi út – Balatoni út – Menyecske utca – Neszmélyi út – Péterhegyi út – Kelenföld vasútállomás M – Péterhegyi út – Egér út – Andor utca – Tétényi út – Bartók Béla út – Kosztolányi Dezső tér – Bocskai út – Október huszonharmadika utca – Újbuda-központ M vá. |

## Megállóhelyei
Az átszállás kapcsolatok között az azonos, de hosszabb útvonalon közlekedő 153-as busz nincs feltüntetve.
| 0  | Gazdagréti tér végállomás (2014–16)        | 29 | 8, 108, 139, 239 | 8, 139, 154, 239 |
| 1  | Tűzkő utca                                 | 28 | | 154 |
| 1  | Csikihegyek utca                           | 28 | | 154 |
| 2  | Torbágy utca                               | 26 | | 154 |
| 3  | Törökugrató utca                           | 25 | | 154 |
| 4  | Regős utca                                 | 24 | | 154 |
| 5  | Gazdagréti út                              | 23 | 40, 87, 88, 108, 139, 140, 140A, 172, 239, 240E | 8, 40, 40B, 87, 88, 88B, 139, 140, 140A, 142, 154, 239, 240 |
| ∫  | Nagyszeben út                              | 22 | 87, 88, 139, 140, 140A, 239, 240E | 8, 87, 88, 88B, 139, 140, 140A, 142, 154, 239 |
| 5  | Jégvirág utca                              | ∫  | 87, 88, 108, 139, 140, 140A, 239, 240E | 8, 87, 88, 139, 140, 140A, 142, 154, 239 |
| 6  | Neszmélyi út                               | 20 | | 154 |
| 7  | Péterhegyi út / Neszmélyi út               | 20 | 150, 187, 250, 258, 258A | 150, 154, 252 |
| 8  | Péterhegyi út (Menyecske utca)             | 19 | 150, 187, 250, 258, 258A | 150, 154, 187, 250, 251, 251A, 258 |
| 10 | Kelenföld vasútállomás M végállomás (2014) | 18 | 40, 53, 58, 87, 88, 103, 108, 141, 150, 172, 187, 250, 272 19, 49 710, 711, 712, 715, 720, 721, 722, 724, 725, 731, 732, 734, 735, 736, 760, 761, 762, 763, 767, 778 S10 , G10 , X10 , S30 , Z30 , G34 , S35 , S40 , S42 , G42 , G43 , IC, EC, EN, sebesvonat, gyorsvonat, P+R | 8, 40, 40B, 40E, 53, 58, 87, 88, 88B, 101, 103, 141, 150, 154, 172, 172B, 173, 187, 188E, 250, 251, 251A, 253, 258, 272 19, 49 689, 691, 710, 711, 713, 715, 720, 721, 722, 724, 725, 731, 732, 734, 735, 736, 760, 762, 763, 767, 777, 778, 799 S10 , X10 , S30 , G30 , Z30 , S34 , S35 , S36 , S40 , S42 , G43 , G44 , IC, EC, EN, sebesvonat, gyorsvonat, P+R |
| 11 | Péterhegyi út (Menyecske utca)             | 16 | Nem érintette | 150, 154, 187, 250, 251, 251A, 258 |
| 12 | Igmándi utca                               | 15 | Nem érintette | 150, 154, 187, 250, 251, 251A, 252, 258 |
| 13 | Őrmezei út                                 | 14 | Nem érintette | 150, 154, 187, 250, 251, 251A, 252, 258 |
| 14 | Bazsalikom utca                            | 13 | Nem érintette | 58, 154, 252, 258 |
| 15 | Hajtány sor                                | 12 | Nem érintette | 58, 154, 258 |
| 15 | Pajkos utca                                | 11 | Nem érintette | |
| 17 | Bornemissza tér                            | 9  | Nem érintette | 7, 107, 213 |
| 18 | Puskás Tivadar utca                        | 8  | Nem érintette | 7, 107, 213 |
| 19 | Bikás park M                               | 6  | Nem érintette | 7, 103, 107, 114, 154, 213, 214 689, 691 |
| 20 | Tétényi út 30.                             | 6  | Nem érintette | 7, 107, 114, 154, 213, 214 |
| 21 | Szent Imre Kórház                          | 5  | Nem érintette | 7, 107, 114, 154, 213, 214 |
| 23 | Karolina út                                | 4  | Nem érintette | 7, 107, 114, 154, 213, 214 19, 49 |
| 25 | Kosztolányi Dezső tér                      | 2  | Nem érintette | 7, 53, 107, 114, 150, 154, 212, 213, 214, 240, 252 19, 49 |
| 27 | Újbuda-központ M                           | 0  | Nem érintette | 4, 17, 41, 47, 47B, 48, 56 33, 53, 150, 154, 212, 252 1251, 1253 |
| 27 | Újbuda-központ M végállomás (2014–16)      | 0  | Nem érintette | 53, 150, 252 4 |